# Pseudopodabrus bezdeki
Pseudopodabrus bezdeki es una especie de coleóptero de la familia Cantharidae.

## Distribución geográfica
Habita en Laos.